# Трауберг, Наталья Леонидовна
Ната́лья Леони́довна Тра́уберг (урождённая Троуберг; 5 июля 1928, Ленинград — 1 апреля 2009, Москва) — советский и российский переводчик и эссеист, мемуарист. Дочь кинорежиссёра Леонида Трауберга.

## Биография
Имена Честертона, Грэма Грина, Толкиена, Льюса, Вудхауза были введены ею в культурный оборот и заполняли ту пропасть, которая образовалась между Россией и Европой с тех самых пор, как русская интеллигенция разучилась говорить по-французски, писать по-немецки и читать по-английски, а три четверти зарубежной литературы оказалось в запретном списке
Родилась в семье кинорежиссёра Леонида Захаровича Трауберга (1901—1990) и Веры Николаевны Ланде-Безверховой (Трауберг) (1901—1998), балерины и киноактрисы.
Окончила филологический факультет ЛГУ им. А. А. Жданова (кафедра романо-германской филологии; 1949). В 1960-х годах была замужем за литовским писателем и переводчиком Виргилиюсом Чепайтисом (их дети — Томас Чепайтис и Мария Чепайтите — переводчики), жила в Вильнюсе на Антоколе, познакомилась с Томасом Венцловой и его окружением.
Кандидат филологических наук (1955). Член Союза писателей СССР (1975), член редакционного совета журнала «Иностранная литература».
Терциарий доминиканского ордена. Член правления Российского библейского общества, Честертоновского института (Великобритания). Преподавала в Библейско-богословском институте святого апостола Андрея, регулярно вела радиопередачи на «Христианском церковно-общественном канале» (радио «София»). Незадолго до смерти приняла иночество с именем Иоанна.
Переводчик с английского (Пи Джи Вудхаус, Гилберт Кийт Честертон, Си Эс Льюис, Дороти Сэйерс, Грэм Грин, Фрэнсис Бернетт, Пол Гэллико), испанского (Хосе Ортега-и-Гассет, Федерико Гарсиа Лорка, Хулио Кортасар, Мануэль Скорса, Марио Варгас Льоса, Мигель Анхель Астуриас, Хосемария Эскрива), португальского (Эса ди Кейрош, Лима Баррето), французского (Эжен Ионеско), итальянского (Луиджи Пиранделло). Большинство этих авторов стали впервые известны русскоязычному читателю благодаря переводам Трауберг.
Часть переводов Трауберг делала «в стол», так как переводимые авторы не могли быть изданы в СССР. Занималась такими переводами с 1959 года. Первыми переводами были четыре рассказа Борхеса и произведение Ионеско. Эти переводы были утеряны. С 1960 года переводила эссе Честертона, которые не могли быть напечатаны из-за их религиозной направленности. Часть переводов Честертона сохранилась и была издана в 1988 году, другие были утеряны, и для издания книги Наталья Трауберг перевела эссе заново.
С 1965 года была знакома со священником Александром Менем.
Скончалась 1 апреля 2009 года после тяжёлой болезни. 4 апреля 2009 года в храме Успения Пресвятой Богородицы на Вражке в Москве состоялось её отпевание, которое совершил священник Владимир Лапшин, которому сослужил диакон Феодор Котрелёв. Присутствовали: протоиереи Николай Балашов, Александр Троицкий, Христофор Хилл и Иоанн Свиридов. С почившей пришли проститься её родственники, друзья, прихожане Успенского храма, известные ученые и деятели культуры, католические священники Евгений Гейнрихс, Александр Хмельницкий; всего несколько сотен человек. Соболезнование прислал Патриарх Кирилл. Тело усопшей было кремировано в Хованском крематории.

## Произведения

### Переводы
- Алегрия С. В большом чужом мире. — М., 1975.
- Астуриас М. А. Легенды Гватемалы. — М., 1972.
- Астуриас М. А. Маисовые люди. — М.: Прогресс, 1977.
- Астуриас М. А. Юный Владетель сокровищ. — СПб.: Азбука-Классика, 2003.
- Варгас Льоса М. Город и псы. — М.
- Вудхауз П. Л. Сага о свинье. — М.: Бук Чембер, 1995.
- Грин Г. Конец одной любовной связи. — М.: Художественная литература, 1993.
- Пол Гэллико. Цветы для миссис Харрис. — М.: Дом надежды, 2008.
- Пол Гэллико. Томасина. — М.: Захаров, 2010.
- Пол Гэллико. Дженни. (В сокращении)
- Делибес М. Святые безгрешные. — М., 1983.
- Касона А. Деревья умирают стоя. — М., 1959.
- Крифт П. Небеса, по которым мы тоскуем. —
- Крифт П. Три толкования жизни. —
- Льюис К. С. Мерзейшая мощь. —
- Льюис К. С. Кружной путь. —
- Льюис К. С. Хроники Нарнии. —
- Льюис К. С. Любовь. —
- Матуте А. М. Солдаты плачут ночью. — М., 1969.
- Пиранделло Л. Лиола. — М.: Искусство, 1960.
- Скорса М. Траурный марш по селенью Ранкас. — М., 1974.
- Честертон Г. К. Вечный человек. — М.: Политиздат, 1991.
- Честертон Г. К. Рассказы об отце Брауне. — разные изд-ва (напр.: М.: Профобразование, 2001).
- Св. Хосемария Эскрива. Путь. — СПб.: Белый Камень, 2006.

### Статьи
- Несколько слов о Клайве С. Льюисе // Вопросы философии: научно-теоретический журнал — 1989. — № 8. — С. 104—106
- Несколько слов о Клайве С. Льюисе // Льюис К. С. Просто христианство. Бог под судом. — М. : Гендальф, 1994. — 271 с. — С. 9-20.
- Неизвестный Честертон // Страницы. 2000. — т.5. — № 4. — С. 605—608
- Перевод и духовное делание // Язык Церкви: материалы Международной богословской конференции, Москва, 22 — 24 сентября 1998 г. — М. : Издательство Свято-Филаретовской Московской высшей православно-христианской школы, 2002. — 352 с. — С. 255—260
- О книге «Экуменический джихад» // Крифт П. Трактаты. — М. : ББИ св. ап. Андрея, 2002. — 259 с.
- предисловие // Мертон Т. Одинокие думы; пер. А. В. Кириленков, ред. пер., авт. предисл. Н. Л. Трауберг. — М. : Издательство Францисканцев, 2003. — 127 с
- «Мне пятнадцать лет» // In memoriam : Сергей Аверинцев / ред., сост. Р. А. Гальцева. — М. : ИНИОН РАН, 2004. — 304 с. — С. 113—116.
- Бог давал ему силы любить // Континент: литературный, публицистический и религиозный журнал. 2005. — № 123. — С. 290—293

### Книги
- Невидимая кошка: Сб. статей. — М.: Летний сад, 2006. — 304 с. — ISBN 978-5-98855-003-7.
- Сама жизнь. — СПб.: Издательство Ивана Лимбаха, 2008. — 440 с. — 3000 экз. — ISBN 978-5-89059-113-5.
- Голос черепахи. — М. : ББИ, 2009. — 304 с. — ISBN 978-5-89647-212-4
- Домашние тетради. — СПб.: Книжные мастерские; Мастерская Сеанс, 2013. — 412 с. — 1500 экз. — ISBN 978-5-905586-05-7. ()

### Интервью
- Улицкая Л. Интервью с Н. Л. Трауберг. Неприкосновенный запас (журнал), №4. wodehouse.ru (1999). Дата обращения: 19 декабря 2013.
- Колымагин Б. Всегда ли побеждает побеждённый? Наталья Трауберг о религиозном самиздате. Литературная газета. krotov.info; archive.org (26 апреля 2000). Дата обращения: 19 декабря 2013.
- Калашникова Е.. Наталья Трауберг: «У нас немыслимо много людей без ремесла». russ.ru (17 апреля 2001). — Интервью. Дата обращения: 22 декабря 2013.
- Жизнь как благодарность : беседу вела Елена Калашникова // Вопросы литературы : Журнал критики и литературоведения. — 2002. — № 4. — С. 250—262.
- Солодовник С. «Споров никаких не заметил». polit.ru (28 апреля 2005). — Беседа с переводчиками Н. Трауберг и Б. Дубиным (часть 1). Дата обращения: 22 декабря 2013.
- Солодовник С. «Это чудо, что мы ещё что-то пищим». polit.ru (4 мая 2005). — Беседа с переводчиками Н. Трауберг и Б. Дубиным (часть 2). Дата обращения: 22 декабря 2013.
- Баландина Н. Наталья Трауберг: «Притча легко совпадает с действительностью» // Искусство кино. — 2007. — № 6.
- Каплан В. Путь в пространство красоты. Наталья Трауберг о христианских сказочниках // Фома. — 2007. — № 8 (52). — С. 20-24.
- Борисова Е. Христианство — это очень неудобно. Эксперт, № 19 (657). expert.ru (18 мая 2009). — Интервью. Дата обращения: 22 декабря 2013.
- Шталь Е. Н. «Он был страшно застенчив» : Наталья Трауберг о Венедикте Ерофееве // Новый мир : ежемесячный журнал художественной литературы и общественной мысли. — 2020. — № 10. — С. 155—167.